# Мерзляков, Виталий
Виталий Мерзляков (19 февраля 1977) — киргизский футболист, защитник.

## Биография
Во взрослом футболе начал выступать в 1993 году во втором составе бишкекской «Алги», игравшем тогда в высшей лиге Кыргызстана, со своим клубом стал финалистом Кубка Кыргызстана 1993 года. В 1994—1995 годах играл за «Кант-Ойл» и в его составе стал двукратным чемпионом страны. В 1996 году выступал за бишкекское «Динамо», затем перешёл в «АиК» (позднее — «Национальная Гвардия»). В составе «гвардейцев» — двукратный бронзовый призёр национального чемпионата (1997, 1998). В 2000 году играл за бишкекский «Полёт», с которым также завоевал бронзовые награды. В 2001 году играл за «Эколог», но в ходе сезона вернулся в «Динамо» (носившее тогда названия «Эркин-Фарм» и «Динамо-Эркин-Фарм») и провёл в команде полтора года. Последние матчи в высшей лиге сыграл в 25-летнем возрасте.
Всего в высшей лиге Кыргызстана сыграл 148 матчей и забил 13 голов.
Дальнейшая судьба неизвестна.